# Campiglossa kaszabi
Campiglossa kaszabi är en tvåvingeart som beskrevs av Valery Korneyev 1990. Campiglossa kaszabi ingår i släktet Campiglossa och familjen borrflugor. Inga underarter finns listade.